# Dora Leal (atriz)
Dora Leal foi uma actriz portuguesa. Foi casada com o ator José Viana.

## Televisão
- 1980 - TV Show
- 1982 - Sua Excelência, o Pendura
- 1986 - Ora Viva[6]
- 1989 - O Milagre em Casa dos Lopes[7]
- 1993 - Grande Noite[8]

## Teatro
- Elas São o Espectáculo[9]
- Esta Lisboa Que Eu Amo - Teatro Monumental[10]
- Grande Poeta é o Zé - Teatro Maria Vitória [11]
- Mãos à Obra! - Teatro Maria Vitória[12]
- O Prato do Dia! - Teatro Maria Vitória[13]
- Pimenta na Língua! - Teatro Maria Vitória[14]
- Ora Bolas P'ró Pagode - Teatro Capitólio[15]
- Sua Excelência, O Pendura - Teatro Villaret[16]
- Ó Pá, Pega na Vassoura -  Teatro Variedades[17]
- A Grande Jogada! - Academia Almadense/Teatro Capitólio[18][19]
- Atira o Barrete ao Ar! - Academia Almadense/Voz do Operário[20]